# İskenderunspor
İskenderunspor Anonim Şirketi kortweg İskenderunspor AŞ is een Turkse voetbalclub uit İskenderun. De clubkleuren zijn oranje en blauw. De thuisbasis van de voetbalclub is het İskenderun 5 Temmuz Stadion.

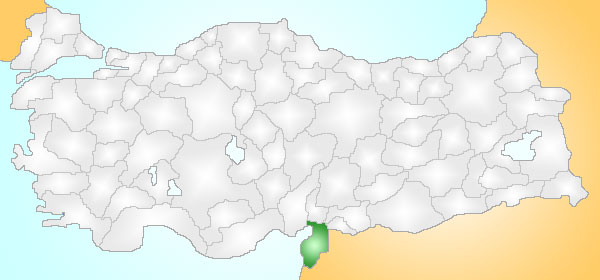
Hatay ligt in de Middellandse Zeeregio.

## Geschiedenis

### Oprichting
De club werd opgericht als Erzin Belediyespor in 1978 te Erzin, een district van de provincie Hatay. In de loop der tijd veranderde de naam naar Erzinspor AŞ en İskenderun Futbol Kulübü. In 2021 kreeg het de huidige naam door de overdracht van de aandelen aan eigenaar Şaban Hakan Bolat. Deze club moet niet worden verward met İskenderunspor (1967).
De voormalig hoofd jeugdopleiding van Ajax en ex-trainer van Galatasaray Jan Olde Riekerink tekende in medio 2021 een driejarig contract met İskenderunspor.
In het seizoen 2024/25 bereikte de club voor het eerst in de geschiedenis de kwartfinales van de Turkse voetbalbeker.

## Gespeelde divisies
- TFF 2. Lig: 1

2022-
- TFF 3. Lig: 8

2014-2022
- Bölgesel Amatör Lig: 4

2010-2014

## Bekende (oud-)spelers
- Emir Biberoğlu

Witte Groep: 24 Erzincanspor · Adana 01 FK · Ankaragücü · Ankaraspor · Batman Petrolspor · Beyoğlu Yeni Çarşı · Bucaspor 1928 · Elazığspor · Kastamonuspor · İnegölspor · İskenderunspor · Karacabey Belediyespor · Karaman FK · Kepezspor · Erbaaspor ·  Muğlaspor · Şanlıurfaspor

Rode Groep:  68 Aksarayspor · Adanaspor· Aliağa FK · Ankara Demirspor· Arnavutköy Belediye Futbol · Belediye Derincespor · Bursaspor · Fethiyespor · Isparta 32 · Kahramanmaraş İstiklalspor · 1461 Trabzon FK · Kırklarelispor · Mardin 1969 · Menemen FK · Muş · Somaspor · Yeni Mersin İdman Yurdu · Yeni Malatyaspor